# Вієнаць-Бариловицький
45°22′ пн. ш. 15°27′ сх. д. / 45.36° пн. ш. 15.45° сх. д.
Вієнаць-Бариловицький (хорв. Vijenac Barilovićki) — населений пункт у Хорватії, у Карловацькій жупанії у складі громади Барилович.

## Населення
Населення за даними перепису 2011 року становило 68 осіб.
Динаміка чисельності населення поселення: